# Комарів (Вінницький район)
Комарі́в — село в Україні, у Вороновицькій селищній громаді Вінницького району Вінницької області.

## Історія
Під час другого голодомору у 1932–1933 роках, проведеного радянською владою, загинуло 35 осіб.

## Населення

### Мова
Розподіл населення за рідною мовою за даними перепису 2001 року:
| Мова       | Відсоток |
| ---------- | -------- |
| українська | 98,24%   |
| російська  | 1,68%    |

## Пам'ятки
- Вороновицька горішина — ботанічна пам'ятка природи місцевого значення.
- Вороновицька дубина — ботанічна пам'ятка природи місцевого значення.
- Діброва — ботанічна пам'ятка природи місцевого значення.
- Вороновицька дача — лісовий заказник місцевого значення.
- Вороновицьке — заповідне урочище.

## Відомі люди
- Григорій Петрович Савчук[ru] - Герой Радянського Союзу.